# Leibickénfürdő
Leibickénfürdő (szlovákul: Ľubické Kúpele, németül: Schwefelbad) egykori fürdőtelep, rövid ideig önálló település a Szepességben. 1952-ben, a Javorina katonai kiképzési terület része lett és ezzel megszűnt. Egykori területe az Eperjesi kerületben fekszik, a  Késmárki járásban.

## Fekvése
Leibictől 7 km-re keletre, a Lőcsei-hegység területén feküdt.

## Története
Leibickénfürdő a mai Leibic település külterületeként jött létre, attól fizikailag elkülönülve, a Lőcsei-hegység irányában. Eredeti lakosai görögkatolikus ruszinok voltak.
A település fejlődése 1718 után indult meg igazán, amikor kénes gyógyfürdőt hoztak létre. Ennek üzemeltetését elsősorban a szintén Leibichez tartozó Majorkáról betelepült új lakosok végezték. 1787-ban a II. József-féle népszámlálás már 198 lakost talált itt, a görögkatolikus egyház sematizmusai szerint ennek valamivel több, mint fele lehetett görögkatolikus.
Fényes Elek így írt a településről: "Schwefelbad, tót falu, Szepes vmegyében, Leibicz szepesi város határán: 165 romai kath., 90 görög kath. lak., s egy kénköves fördővel." Valamint Leibic leírásánál: "Határára 2 falu épült, u. m. Schwefelbad és Majerka, mellyek mint külvárosok szinte polgári joggal élnek."
Az 1910-es népszámlálás 443 lakost talált itt, közülük 367 volt római katolikus, 79 görögkatolikus. Zömük (412) szlovák anyanyelvű volt, részben németek (19) és egyetlen magyar is élt itt. A telep változatlanul Leibic város részét képezte.
A csehszlovák népszámlálások szerint 1921-ben 430, 1930-ban 470, zömében szlovák, katolikus lakosa volt, jelentős görögkatolikus kisebbséggel. Német lakosait 1945 után, az anyatelepüléshez hasonlóan, kitelepítették.
A gyorsan fejlődő település 1950-ben nyerte el önállóságát, 565 lakossal. Első polgármestere Jozef Pirožek lett. Két évvel később,  1952-ben, a település megszűnt, amikor létrehozták a Javorina katonai kiképzési területet. Ehhez három korábbi település, Balázsvágás, Szepesudvard és Ruszkin teljes területét, valamint 22 további szepesi község határrészeit vették igénybe államosított erdő- és földterületek összevonásával. A földeket erőszakkal vették el tulajdonosaiktól úgy, hogy beleegyező nyilatkozat aláírására kényszerítették őket.
A település területének kis része az anyatelepüléshez, Leibichez került, annak (lakatlan) "Zaľubice" nevű részét alkotva. Maga Leibic a rendszerváltásig Késmárk város része lett.
A rendszerváltás után felmerült a település újbóli létrehozása, erre azonban az egykori lakosok nyomása ellenére végül nem került sor.